# Estação de Transbordo de Mussurunga
A Estação Mussurunga é um terminal rodoviário localizado na cidade de Salvador, Bahia. É a mais nova estação de transbordo da cidade, com atendimento de cerca de 30 mil passageiros diariamente por meio de 31 linhas urbanas. O terminal tem uma área total de 11 mil metros quadrados, sendo 7,5 mil metros quadrados construídos e 3,5 mil metros quadrados urbanizados. Integram a infraestrutura da estação: banheiros, lanchonetes, farmácia, banco popular, postos do Sindicato das Empresas de Transporte de Passageiros de Salvador (SETPS) e da Polícia Militar do Estado da Bahia (PMBA).
Mussurunga compõe a infraestrutura do Sistema de Transporte Coletivo por Ônibus de Salvador (STCO), ao lado das estações da Lapa, da Rodoviária, de Pirajá, do Aquidabã e do Iguatemi e dos terminais centrais da Barroquinha, da Praça da Sé, do Campo Grande e da França. No entanto, Mussurunga e Pirajá eram as únicas a permitir a integração físico-tarifária.
Com a licitação do Sistema Metroviário de Salvador e Lauro de Freitas (SMSL) e o convênio anterior entre as duas prefeituras e o governo estadual em 2013, a estação foi incluída no processo e passou para a administração estadual. Em abril de 2014, a administração da estação foi transferida para a CCR Metrô Bahia, operadora do SMSL. Dessa forma, o terminal rodoviário será reformado para integração física e tarifária com a futura estação metroviária de Mussurunga.
A reforma foi iniciada em 2016 para ser concluída no mesmo ano. Dividida em três etapas, ela projeta novas salas operacionais, remodelamento do estacionamento para ônibus e veículos operacionais, ampliação das baias para ônibus, construção de escadas rolantes, elevador, área de apoio para motoristas, e instalação de piso tátil e sanitários acessíveis. A primeira etapa começou em maio e está prevista para ser concluída em 9 de agosto. Ela deve ser sucedida por outras duas etapas, cujas durações previstas são de 10 de agosto a 21 de outubro (segunda etapa) e de 22 de outubro a 28 de dezembro (terceira etapa). Em maio, foram remanejadas as 14 linhas da plataforma 1 para pontos das outras duas plataformas, a fim de execução das obras na plataforma 1 e na via associada que foi interditada.